# Szellemi Tulajdoni Jogsértések Európai Megfigyelőközpontja
A Szellemi Tulajdoni Jogsértések Európai Megfigyelőközpontja (angolul European Observatory on Infringements of Intellectual Property Rights)  olyan európai uniós szervezet, amelynek tevékenysége a hamisítás és a szerzői jogi kalózkodás elleni küzdelemre irányul.

## Története
Az Európai Unió Tanácsa felkérte az Európai Bizottságot - egy 2008-ban megszületett tanácsi állásfoglalásban  - arra, hogy hozzon létre egy európai megfigyelőközpontot a hamisítás és a kalózkodás területén.
Az Európai Bizottság  a Megfigyelőközpontot kezdetben (2009-től) a saját keretein belül működtette.
2011-ben a Bizottság együttműködési megállapodást írt alá a Belső Piaci Harmonizációs Hivatallal (Neve 2016. március 23. óta EUSZTH).
2012. június 5-én lépett hatályba a 386/2012/EU rendelet, amely a Belső Piaci Harmonizációs Hivatalt a szellemi tulajdonjogok érvényesítésével kapcsolatos feladatok ellátásával és a – közszféra és a magánszektor képviselőinek bevonásával működő – Megfigyelőközpont működtetésével bízta meg.

## Magyarország és a Megfigyelőközpont
A Megfigyelőközpont tagja Magyarország részéről Bendzsel Miklós, a Szellemi Tulajdon Nemzeti Hivatala elnöke, a Hamisítás Elleni Nemzeti Testület (HENT) elnökhelyettese.  A  HENT titkársága látja el a Megfigyelőközponttal való operatív kapcsolattartást.
Magyar szakértők is részt vesznek a Megfigyelőközpont 2013-ban létrehozott öt munkacsoportja közül  háromnak a  munkájában.

## A Megfigyelőközpont tevékenységének fókuszpontjai
- a szellemi tulajdon értékének fokozottabb tudatosítása;
- a szellemi tulajdoni jogsértések elterjedtségének és hatásának fokozottabb tudatosítása;
- a szellemi tulajdonjogok védelmét szolgáló bevált gyakorlatokra vonatkozó ismeretek bővítése;
- a szellemi tulajdoni jogsértések hatásaival kapcsolatban a polgárokban kialakuló érzékenység növelése;
- a szellemi tulajdonjogok érvényesítésében részt vevő hatóságok szaktudásának bővítése;
- a szellemi tulajdoni jogsértések megelőzésére és kezelésére szolgáló technikai eszközökre vonatkozó ismeretek bővítése;
- a szellemi tulajdonjogok terén tevékenykedő tagállami hatóságok közötti együttműködés, információcsere erősítése;

nemzetközi együttműködés erősítése a szellemi tulajdonjogok érvényesítése területén.